# Chiril Gaburici

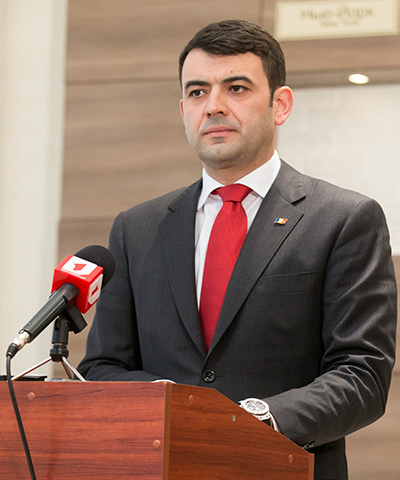
Chiril Gaburici

Chiril Gaburici (* 23. November 1976 in Logănești) ist ein moldauischer Geschäftsmann und Politiker. Vom 18. Februar bis zum 12. Juni 2015 war er Regierungschef der Republik Moldau.
Er war der erste Manager des moldauischen Mobilfunkanbieters Moldcell. 2012 wechselte er zum aserbaidschanischen Mobilfunkanbieter Azercell.
Nach den Parlamentswahlen 2014 war er Kandidat der Liberaldemokratischen Partei Moldaus für das Amt des Premierministers. Präsident Nicolae Timofti beauftragte ihn am 14. Februar 2015 mit der Bildung einer Regierung. Am 18. Februar 2015 bestätigten die Abgeordneten des Parlaments sein Kabinett und wählten ihn zum Ministerpräsidenten Moldaus. Er wurde am selben Tag vereidigt.
Am 12. Juni 2015 trat Gaburici, dem vorgeworfen wird, sein Abitur-Zeugnis gefälscht zu haben, als Ministerpräsident zurück. Die seit April laufenden Untersuchungen des Innenministeriums der Republik Moldau hatten ergeben, dass auf Gaburicis Zeugnis sowohl die Unterschrift des damaligen Direktors als auch der Stempel des „Ștefan cel Mare“-Gymnasiums gefälscht worden waren. Zudem konnten sich Lehrer des Gymnasiums nicht an Gaburici erinnern.